# Raúl Sánchez
Raúl Pedro Sánchez Soya (26 d'octubre de 1933 - 28 de febrer de 2016) fou un futbolista xilè.

## Selecció de Xile
Va formar part de l'equip xilè a la Copa del Món de 1962.